# تطهير (جريمة)

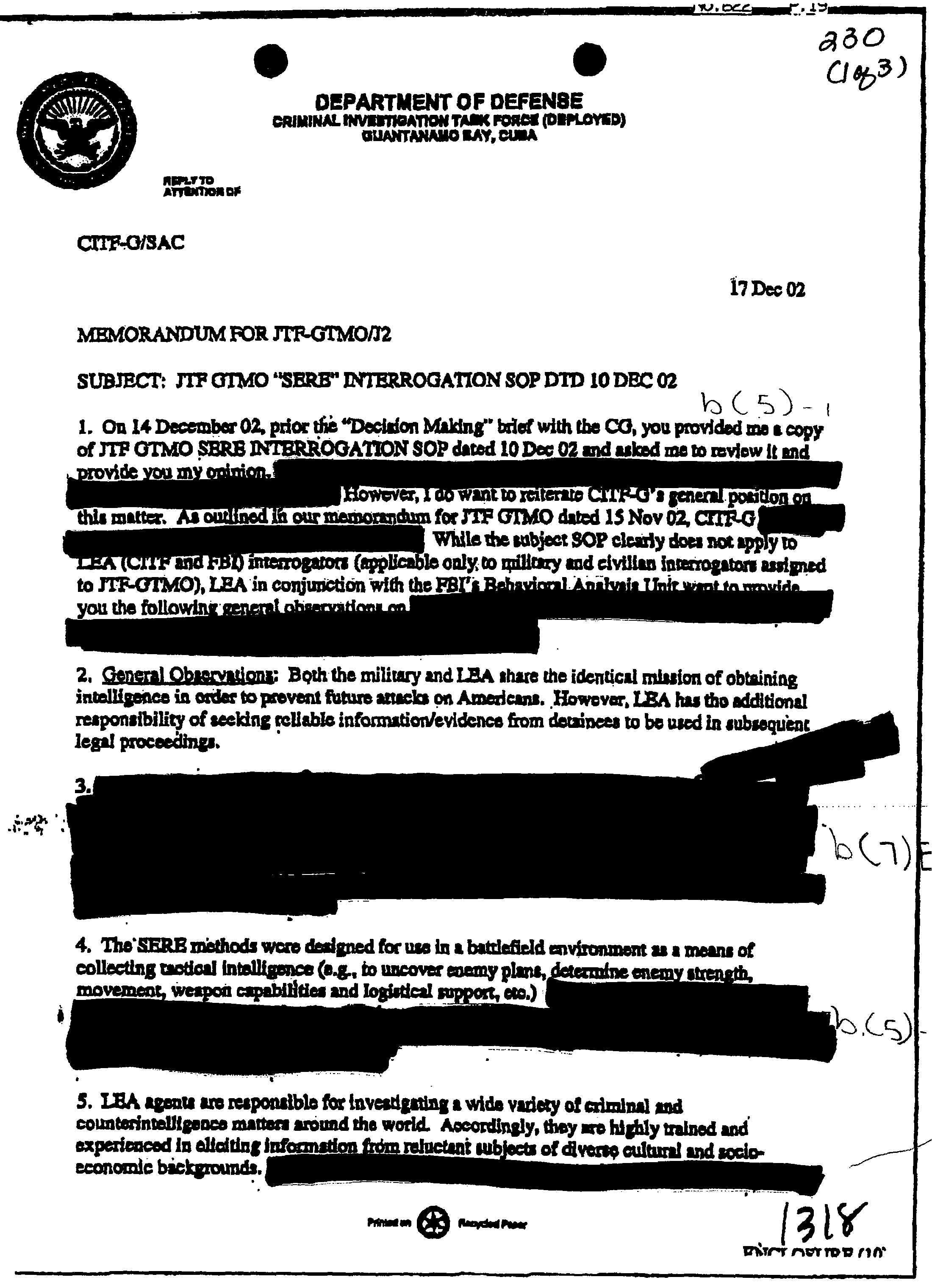
وثيقة منقحة

يُعتبر التطهير في التاريخ والدين والعلوم السياسية إزالة الأشخاص الذين يُعتبرون غير مرغوب فيهم من قبل أصحاب السلطة من الحكومة أو منظمة أخرى أو المجتمع ككل. يمكن أن تكون التطهيرات غير عنيفة أو عنيفة. بالنسبة للتطهيرات غير العنيفة غالباً ما تُحلّ بالإزالة البسيطة للأشخاص عن طريق تخليصهم من منصبهم في العمل، وغالباً ما يُنفّذ التطهير العنيف عن طريق السجن أو النفي أو القتل للأشخاص الذين وُجِب تطهيرهم.

## مميزات
يُطلق عادةً على مذبحة شنغهاي لعام 1927 و ليلة السكاكين الطويلة لعام 1934، التي انقلب فيها زعيم حزب سياسي ضد قسم معين أو مجموعة معينة داخل الحزب وقتلهم بالتطهيرات، بينما لا تُطلق هذه التسمية على الطرد الجماعي على أساس العنصرية و كراهية الأجانب والاعتقال الياباني الأمريكي.
على الرغم من أن عمليات التطهير المفاجئة والعنيفة جديرة بالملاحظة إلا أن معظم عمليات التطهير لا تتضمن الإعدام الفوري أو السجن، على سبيل المثال عمليات التطهير الواسعة الدورية للحزب الشيوعي في تشيكوسلوفاكيا على أساس اللامبالاة أو التقصير أو تطهير اليهود والمعارضين السياسيين من الخدمة المدنية الألمانية بين عامي 1933 و 1934.
طهّر ماو تسي تونغ ومساعدوه الكثير من قادة الحزب الشيوعي الصيني بما في ذلك رئيس الدولة ليو شاوكي والأمين العام الذي كان يُدعى دنغ شياو بينغ والذي بدأ في عام 1966 كجزء من الثورة الثقافية. في الولايات الماوية، كانت الأحكام عادةً تتعلق بالأشغال الشاقة والإعدام في المعسكرات. اكتسب دنغ شياو بينغ سمعة بالعودة إلى السلطة بعد أن طُهّر عدة مرات.

## الاستخدام التاريخي للمصطلح

### تطهير الحرب الأهلية الإنكليزية بين عامي 1648-1650
ظهر أول استخدام لهذا المصطلح في الفترة التي تعود لتطهير برايد للحرب الأهلية الإنكليزية. طُهِّر الأعضاء المعتدلين في البرلمان الإنكليزي الطويل والذي سُمّي بذلك لأنه بقي منذ عام 1940 حتى عام 1960 من قبل الجيش بين عامي 1948 و 1950. إن البرلمان سيعاني من عمليات تطهير لاحقة تحت سلطة الكومنولث بما في ذلك تطهير مجلس اللوردات بأكمله. بالإضافة إلى ذلك، طُهِّر الثوار المعارضين مثل الملكيين وكذلك أكثر الثوريين المتطرفين مثل ثوار حركة ليفيلليرز وهي حركة سياسية ظهرت في أعقاب الحرب الأهلية. بعد فترة الإعادة التي أعيد فيها الحكم الملكي، طُهِّر الجمهوريين المتمردين في حين فرّ البعض إلى نيو إنجلاند.

### ستالين
غالبًا ما يرتبط مصطلح «التطهير» بالستالينية. أثناء قيادة جوزيف ستالين للإتحاد السوفييتي سُجن في معسكرات العمال في غولاج ونُفِّذ إعدامه وقد حدث الإعدام بسبب التطهير، والكولاك والعديد من الضباط العسكريين والأقليات العرقية والحطاميين أو المواطنين المتهمين بالتآمر ضد الشيوعية. بدأ ستالين مع نيكولاي ييزهوف أكثر عمليات التطهير السيئة السمعة على الحزب الشيوعي الصيني والتي تُدعى عملية التطهير الكبرى وذلك خلال ثلاثينيات القرن العشرين.

### كوريا الشمالية
طهّر كل من القياديين القادمين من شمال كوريا مثل كيم ايل سونغ وكيم جونغ ايل وكيم جونغ أون منافسيهم السياسيين أو هددوهم بشكلٍ دوري ابتداءًا من عام 1950. لقد طهّر كيم الأكبر الذين عارضوا خلافة ابنه للقيادة العليا لكوريا الشمالية. كما حدثت أبرز عملية تطهير لكيم ايل سونغ خلال حادثة أغسطس في عام 1956 عندما حاولت فصائل يانان الموالية للسوفيتية والمؤيدة للصين لحزب العمال الكوري بالعمل على إقالة كيم.
لقد أُعدم معظم المتورطين في المؤامرة بينما فرّ البعض الآخر إلى الاتحاد السوفييتي والصين. قام كيم جونغ أون بتطهير عدد من كبار المسؤولين والجنرالات الذين عيّنهم والده كيم جونغ إيل في السنوات الأولى من حكمه، ومن أبرزهم عمه جانغ سونغ تيك.

### فرنسا بعد الحرب العالمية الثانية
بعد تحرير فرنسا من قبل الحلفاء في عام 1944، نفذّت فرنسا الحرة والمقاومة الفرنسية على وجه الخصوص تطهيرًا من المتعاونين السابقين أطلق عليه اسم "vichystes". أصبحت هذه العملية معروفة من الناحية القانونية باعتبارها تطهير قانوني.

### كوبا الشيوعية
بعد الثورة الكوبية في عام 1959، طهّر فيدل كاسترو أولئك الذين كانوا من قبل متورطين في نظام باتيستا. غالبًا ما شملت عمليات التطهير تنفيذ حكم الإعدام. طهّر كاسترو بشكل دوري أعضاء الحزب بعد ذلك، ونفذّت عملية تطهير بارزة في عام 1989 عندما صدر حكم الإعدام على جنرال رفيع المستوى يدعى أرنالدو أوتشواحيث أُعدم رمياً بالرصاص بتهمة الاتجار بالمخدرات. أصبحت التطهيرات أقل شيوعًا في كوبا خلال تسعينات القرن الماضي وعام 2000.

### في القرن ال 21
نادرا ما حدثت عمليات التطهير خلال القرن الحادي والعشرين.

### عمليات التطهير التركيّة
بعد محاولة الانقلاب التركية الفاشلة عام 2016، بدأت حكومة تركيا حملة تطهير ضد أعضاء من الخدمة المدنية الخاصة بها والقوات المسلحة التركية. ركّزت عملية التطهير ظاهريًا بشكل رئيسي على الموظفين الحكوميين والجنود الذين يُزعم أنهم جزء من حركة غولن، وهي المجموعة التي ألقت الحكومة باللوم عليها بموضوع الانقلاب. وكجزء من عملية التطهير، طُرد واعتُقل حوالي خمسين ألف مسؤول بالإضافة إلى الآلاف من القضا